# Georges Abou Khazen
Georges Abou Khazen OFM (ur. 3 sierpnia 1947 w Aïn Zebdeh) – libański duchowny katolicki, wikariusz apostolski Aleppo w latach 2014–2022, maronita.

## Życiorys

### Młodość i prezbiterat
Georges Abou Khazen urodził się w Aïn Zebdeh w Kada Al-Bika al-Gharbi w Libanie. Po wstąpieniu do franciszkanów w Kustodii Ziemi Świętej, 3 sierpnia 1972 złożył śluby wieczyste. Studiował na Uniwersytecie w Kaslik w Libanie. Święcenia kapłańskie przyjął 28 czerwca 1973. Jako młody kapłan pracował w parafii w Aleksandrii w Egipcie, następnie w prowadzonej przez franciszkanów parafii łacińskiej w Jerozolimie przy Kościele Najświętszego Zbawiciela. Od 1975 był proboszczem tej parafii. W latach 1983–1998 o. Abou Khazen pracował w parafii łacińskiej w Betlejem przy Kościele św. Katarzyny Aleksandryjskiej. Po powrocie do Jerozolimy ponownie został proboszczem. Urząd ten pełnił do 2004. W 2004 Georges Abou Khazen został skierowany na placówkę w Syrii. W Aleppo pełnił urząd gwardiana i proboszcza miejscowej parafii pw. św. Franciszka z Asyżu.

### Episkopat
15 kwietnia 2013 papież Franciszek mianował go administratorem apostolskim Aleppo. 4 listopada 2013 ten sam papież mianował go wikariuszem apostolskim Aleppo z tytularną stolicą Rusadus. Sakry biskupiej udzielił mu 11 stycznia 2014 kardynał Leonardo Sandri. Współkonsekratorami byli biskupi: abp Paul Dahdah OCD oraz Giuseppe Nazzaro OFM.
29 czerwca 2022 papież Franciszek przyjął jego rezygnację z funkcji wikariusza apostolskiego Aleppo.